# Mario Micheli
Mario Micheli (Trieste, 12 ottobre 1924 – ...) è stato un calciatore italiano, di ruolo centrocampista.

## Caratteristiche tecniche
Giocava come mediano.

## Carriera
Inizia la carriera giocando nel campionato di guerra con il San Giusto Trieste; dopo la fine della Seconda guerra mondiale viene tesserato dalla Fiorentina, con cui nella stagione 1945-1946 gioca 3 partite in Divisione Nazionale. A fine anno viene ceduto all'Empoli, in Serie B, dove segna una rete in 33 presenze. Dopo una sola stagione viene acquistato dal Siena, con cui gioca altre 16 partite nel campionato cadetto. Passa infine all'Arezzo, dove gioca da titolare per due stagioni consecutive, entrambe in Serie C.